# اختفاء الطيار فريدريك فالنتيش

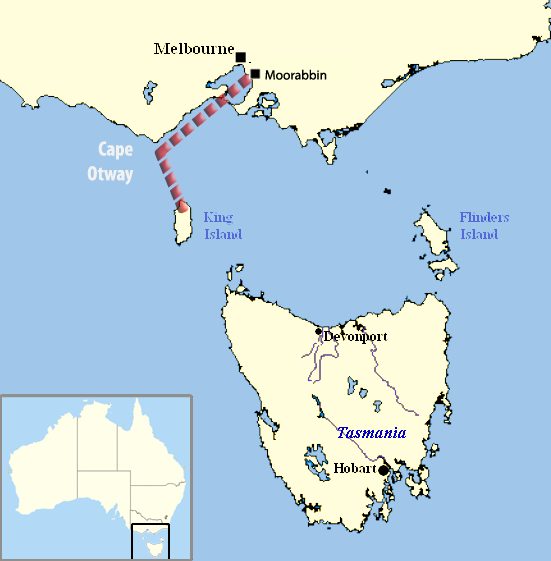
اختفاء فالنتيش

اختفاء فريدريك فالنتيش (Frederick Valentich) البالغ من العمر عشرين عاماً بينما كان في رحلة تدريبية على متن طائرة خفيفة من طراز (سيسنا 182ل) «سيسنا 182L» على مضيق باس في أستراليا يوم السبت 21 أكتوبر، 1978.
قبل سقوط الطائرة خاطب فالنتيش برج مراقبة الحركة الجوية بملبورن بأن هنالك طائرة غريبة تحلق فوقهُ على أرتفاع 1000 قدم (300 متر)، وأن محركات الطائرة صارت تعمل بصعوبة.
لقد كانت الكلمات الأخيرة لفالانتش غريبة حيث قال: طائرة غريبة تحوم فوق رأسي! لينهي تواصلهُ أخيراً بجملة مفادها “إنها ليست طائرة”.
كان هناك لاحقاً تقارير متأخرة تضم رؤية جسم طائر غريب (طائر غير محدد) في أستراليا ليلة اختفاء الطيار فالينتش، وذكرت مصادر صحفية أن وزارة النقل شككت أن هذا الجسم الغريب كان خلف اختفاء الطائرة الأسترالية، والبعض الآخر توقع أن فالينتش كان في حالة ضياع وارتباك مما سبب مشاهدته لانعكاس أضواء طائرته على الماء أو أضواء من جزيرة قريبة عندما كان يحلق مقلوباً، وهذا ما أراد الجميع سماعه.

## فريدريك فالنتيش
لدى فريدريك خبرة 150 ساعة طيران ويتم تصنيفه طيار من الفئة الرابعة والذي يسمح له بالتحليق بالطائرة أثناء الليل ولكن في «ظروف جوية مناسبة» يمكن الرؤوية فيها بوضوح وكان تقدم مرتين للالتحاق بالقوات الجوية الملكية الأسترالية (RAAF) ولكنه قوبل بالرفض بسبب عدم كفاية المؤهلات التعليمية
كان عضوا في «هيئة التدريب الجوية»، وهي مصممة لتمكنك من الحصول على وظيفة في مجال الطيران. فالنتيش خصص جزء من وقته ليدرس كيف يصبح طيارا لطائرات تجارية ولكن قد احرز تقدما ضعيفا، وقد فشل مرتين في جميع اختبارات وفحص الرخصة التجارية الخمسة
وفقا لوالده (غيدو).. فريدريك من المؤمنين والمتحمسين لوجود طبق طائر ويشعر بالقلق إزاء الهجمات من الأجسام الطائرة 

## التفاصيل
في 21 أكتوبر 1978 أثناء مهمته الروتينية وفي تمام الساعة 7:06 م، أتصل فريدي بالقاعدة الأرضية بملبورن للاستفسار عن ماهية الـ «طائرة» أو المجسم الطائر الظاهر في الرادار وهو على ارتفام 4500 قدم (حوالى 1400 متر).. كما تظهر التسجيلات.. فريدي ذكر أن المجسم الطائر يظهر في الرادار أكبر من أي طائرة عادية كما يسير بسرعة أسرع بكثير أي طائرة عُرفت حتى الآن..
في التسجيل، ذكر بأن المُجسم الغريب يبدو وكأنه يلعب ! يدور حول طائرته بـ سرعة رهيبة لايمكن راداره من تحديدها..
بعد أن طُلب منه أن يصف المُجسم بدقة، فريدي ذكر في المُحادثة مع القاعدة الأرضية بأن الجسم يُطارده بسرعة خيالية وأنه مُكون من معدن مشع وضوء أخضر..
آخر ما تم تسجيله في المُحادثة كان صوت فريديْ قائلاً:
!!! «انها ليست طائرة»
بعد اختفاء طائرة فريدي من الرادار، وُجدت الطائرة في المحيط فيما لم يعثر على أي أثر له، كما لم تستخدم أي من احتياطات السلامة كالمظلات أو الجاكيتات الخاصة بالغرق، كما فشلت السلطات الأسترالية في تحديد سبب سقوط الطائرة أو العثور على أي أثر لفريدي وأغلقت القضية.

## عمليات البحث والإنقاذ
عمليات البحث الواسعة لم تأتي بأي جديد شملت حركة السفن العابرة، طائرة من نوع P-3 Orion وثماني طائرات مدنية، بلغ مجال البحث حوالي 1000 ميل مربع، ولكن دون أي نتائج ليتوقف البحث أخيراً في اليوم الـ 25 من أكتوبر أي بعد 4 أيام من حادثة الاختفاء، من دون معرفة سبب الاختفاء والإعلان عن موته كما اعتقدت وزارة النقل التي كانت مسؤولة عن التحقيق.

## التحقيقات
كان قسم التحقيقات الخاص بوزارة النقل (DOT) والمسؤول عن التحقيق في اختفاء فالنتيش غير قادر على تحديد السبب. وبعد خمس سنوات من سقوط الطائرة، عثر على غطاء قلنسوة المحرك (engine cowl flap)الخاص بالطائرة وقد جرفته المياه ناحية جزيرة فلندرز. وفي شهر يوليو 1983، اخبر مكتب التحقيقات السلامة الجوية الأسترالية البحرية مختبر أبحاث الملكي (RANRL) حول احتمال أن غطاء القلنسوة قد «انجرف» لموقعهِ الأخير من المنطقة حيث أختفت الطائرة.
وأشار المكتب أنه تعرف عليهِ كجزء من طائرة سيسنا 182 وذلك عن طريق مجموعة معينة من الأرقام المسلسلة والتي شملت طائرة فالنتيش، ولاحظ أيضا أنه من الممكن للقلنسوة الانفصال عن الطائرة في الجو، وهذا أمر لم يحدث لأي طائرة في الفترة الأخيرة.

## التفسيرات المحتملة
تحدث البعض عن حسابات خاصة بالرحلة فلو أفترض أن الرحلة تستغرق 30 _ 45 دقيقة إلى كيب اوتواى فان محرك واحد فقط من الطائرة لديهِ ما يكفى من الوقود للوصول بالطائرة في أمان وعلى الرغم من الظروف الجوية المناسبة لم يظهر أي جسم طائر على الرادار 
بينما تحدث آخرين عن جنونهِ المفاجئ، ورغبته في الانتحار، وهروبه غير المتوقع وقلة خبرتهِ مما جعلت عملية ضياعه بين الخيال والحقيقة والتي أدت لنهايته. هذه الأمور جميعها تكهنات روتينية في حوادث مماثلة، ولكن هناك فئة موجودة ما زالت تؤمن أن فالينتش اختطف من قبل مخلوقات غريبة قد كانت موجودة في الجسم الطائر المجهول الذي شاهده، ولكن لا يوجد شيء أكيد أو دليل لوجود مخلوقات غريبة أو طبق طائر.
في إحدى اللقاءات ذكر والد الطيار المفقود بأنه يأمل بأن أبنه مازال على قيد الحياة وأنه اختطف من قبل الـ طائر غير محدد «مصطلح مُتعارف عليه للمخلوقات الفضائية» وأن مايُبقي أمله هو عدم وجود أي أثر لجثتهِ لحد الآن.

## انظر ايضا
- طبق طائر
- حوادث الطائرات المدنية
- مكتب التحقيق والتحليل لسلامة الطيران المدني
- طائرة خفيفة
- مضيق باس
- القوات الجوية الملكية الأسترالية
- أستراليا
- سيسنا 182